# Zygodon gracillimus
Zygodon gracillimus är en bladmossart som beskrevs av Brotherus och Fleischer 1904. Zygodon gracillimus ingår i släktet ärgmossor, och familjen Orthotrichaceae. Inga underarter finns listade i Catalogue of Life.